# استفان فنگلر
استفان فنگلر (انگلیسی: Stefan Fengler؛ زادهٔ ۲ آوریل ۱۹۶۸) بازیکن فوتبال اهل آلمان است.
از باشگاه‌هایی که در آن بازی کرده‌است می‌توان به باشگاه فوتبال روت وایس اهلن اشاره کرد.